# Tucker Max : Histoires d'un serial fucker

Tucker Max : Histoires d'un serial fucker - ou Tucker Max : Histoires d'un serial f***er selon la graphie de l'affiche  - (I Hope They Serve Beer in Hell) est un film américain réalisé par Bob Gosse et sorti en 2009, adapté du livre autobiographique de Tucker Max.

## Synopsis
Tucker décide de faire un voyage impromptu pour célébrer l'enterrement de vie de garçon de son ami. Il pousse son ami à mentir à sa fiancée, puis l'abandonne pour continuer à poursuivre ses désirs charnels. Banni du mariage, Tucker doit jongler entre son narcissisme et son amitié.

## Fiche technique
- Titre original : I Hope They Serve Beer in Hell
- Titre français : Tucker Max : Histoires d'un serial fucker
- Réalisation : Bob Gosse
- Scénario : Tucker Max et Nils Parker, d'après l'autobiographique de Tucker Max, I Hope They Serve Beer in Hell
- Musique : James L. Venable
- Pays de production :  États-Unis
- Langue : anglais
- Genre : Comédie
- Durée : 105 minutes
- Dates de sortie :
  - États-Unis : 25 septembre 2009 (sortie limitée)
  - France :  1er juin 2011 (directement en DVD)

## Distribution
- Matt Czuchry : Tucker Max
- Jesse Bradford : Drew
- Geoff Stults : Dan
- Keri Lynn Pratt : Kristy
- Marika Dominczyk : Lara
- Nicole Muirbrook : Christina
- Traci Lords : Connie
- Amanda Phillips : Liz